# Gwangju

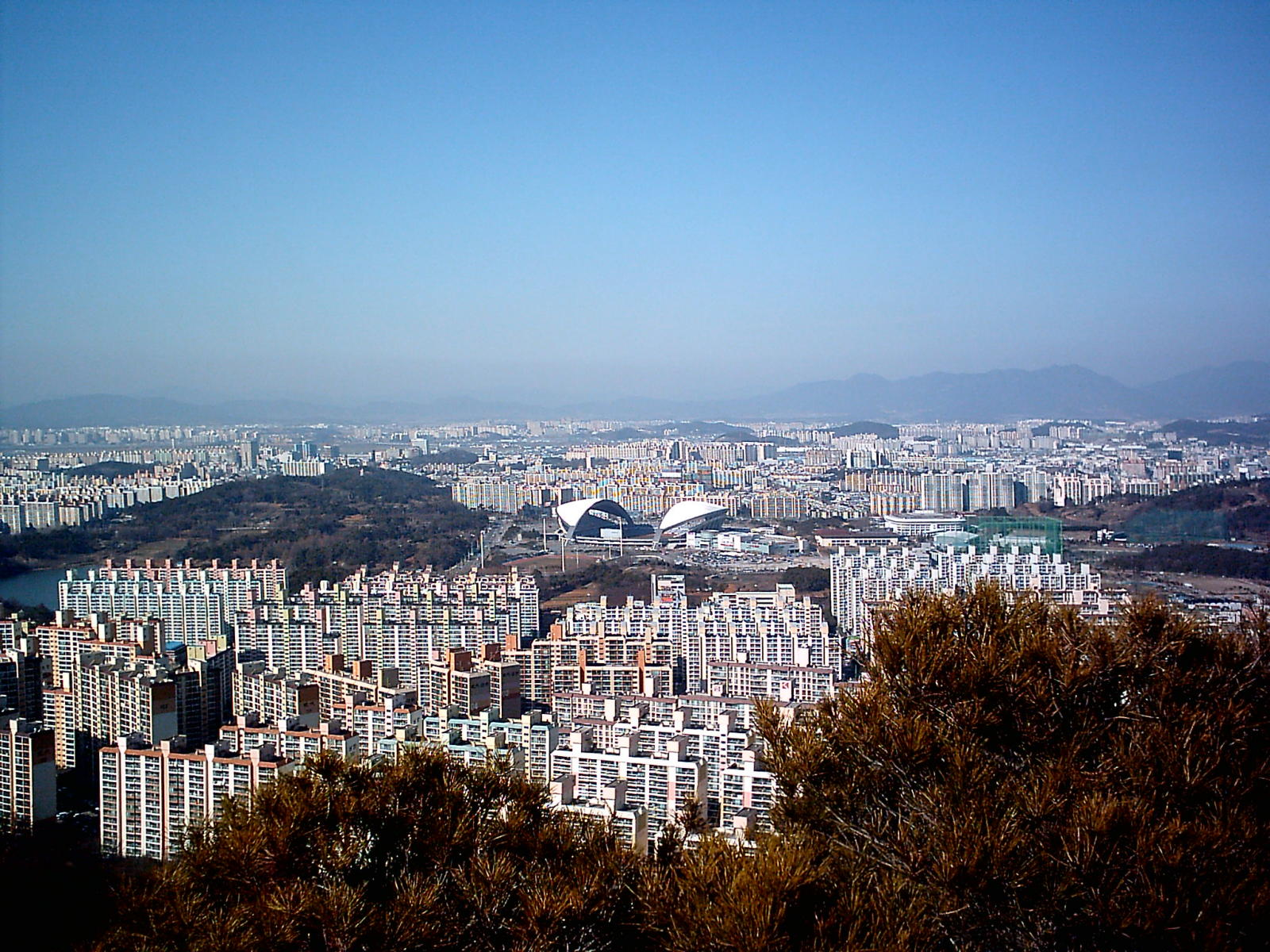
Vedere asupra oraşului

Gwangju este un oraș metropolitan și al șaselea mare oraș din Coreea de Sud. Coordonatele sale geografice sunt 35°10′N 126°55′E / 35.167°N 126.917°E.

## Personalități născute aici
- Han Kang (n. 1970), scriitoare;
- J-Hope (n. 1994), cântăreț.